# Urgent Action Fund for Women's Human Rights
De Urgent Action Fund for Women's Human Rights is een NGO en onderdeel van de WHRD-IC die de bescherming en promotie van mensenrechten voor vrouwen en transgenders tot doel heeft gesteld en dit bewerkstelligd door middel van flexibele en snelle financieringsprogramma's. Het houdt zich ook bezig met samenwerkingsinitiatieven, onderzoek en publicaties. Met de rechten van de mens als basis, met vrouwen in de burgermaatschappij als focus, steunt het UAF vrouwelijke mensenrechtenactivisten in conflicten en crisissen wereldwijd. De organisatie biedt noodfinanciering aan voor vrouwelijke mensenrechtenactivisten die in nood.

## Geschiedenis
Het UAF werd opgericht in 1997 door Ariane Brunet, Margaret Schink en Julie Shaw om acties ter ondersteuning van de rechten van de mens wereldwijd te voorzien van snelle financiering zonder bureaucratische rompslop.
Toen in 2001 bleek dat er jaarlijks een significant deel van het jaarlijkse budget ging naar vrouwenrechtengroepen in Afrika werd besloten om een aparte organisatie, Urgent Action Fund- Africa , op te zetten voor problemen in Afrika met Keniaanse advocaat Kaari Betty Murungi als eerste directeur.
In 2009 werd Urgent Action Fund-Latin America, opgericht voor snelle financiering in alle landen van Centraal- en Zuid-Amerika en het Spaans sprekende deel van het Caribische gebied met de focus op land- en milieurecht en het ondersteunen van vrouwenrechten in conflictgebieden. In 2017 werd dit opgevolgd door Urgent Action Fund-Asia Pacific gericht op vergelijkbare problematiek in Azië en Oceanië.